# Gudsdom
Gudsdom (även gudomlig prövning och ordal från medeltidslatin ordalium), innebar, enligt uppfattningen som rådde under den tid som de användes, gudomens anvisning om vad som var rätt eller orätt i en rättssak, lämnad genom ett på förhand fastställt tecken. Vanligen tvingade man den anklagade att utföra något riskfyllt företag, under förvissning om att gudomen skulle lämna den oskyldige sitt omedelbara bistånd. Ibland var båda parterna förpliktade att aktivt deltaga i provet, något som främst användes i brottmål. Gudsdomar var oftast knutna till de fyra elementen.

## Historik
Bruket av prövningar omtalas redan i de uråldriga indiska lagarna, Nârada Smriti, Yajnavalkya med flera, som föreskrev olika brännande prov. Gudsdomar fanns även i den klassiska antiken, hos germanerna och i det kristnade västerlandet där man var noga med att ge gudsdomarna en biblisk förankring. 
Striden mot prövningarna utgick från kyrkan, verksamt understödd av den världsliga makten. På synoden i Valencia 855 och vid det fjärde laterankonciliet år 1215 fattades beslut mot prövningarna. Gudsdomarna förbjöds av påven Gregorius IX år 1234, och år 1248 framtvingade kardinalen Vilhelm av Sabina dessa besluts tillämpande i Norden, för Sveriges del genom Skänninge möte. Till prövningarnas avskaffande i Tyskland bidrog kraftigt den romerska rättens utbredning där i slutet av 1400- och i början av 1500-talet. Dock avgjordes ända in på 1600-talet häxprocesserna genom vattenprov.

### Gudsdomar i Norden
Sagorna berättar, att "ganga undir jarðarmen" förekom i Norge och på Island. Det tillgick vanligen så, att man lossade en enda lång grästorva från marken på så sätt, att dess långsidor uppskars, under det att ändarna fortfarande fick sitta fast; under torvan sattes därpå ett mála-spiót, så att torvan därigenom lyftes så högt, att en man kunde i stående ställning med sin hand nå spjutnageln. Enligt ett annat tillvägagångssätt uppskar man för ändamålet tre grästorvor och upplyfte dem med hjälp av spjutet till viss höjd. Den anklagade skulle i vart och ett av fallen gå under grästorvorna, utan att dessa föll ner. - Kittelfångsten eller kittelprovet, varvid ett föremål med blotta handen skulle upphämtas ur en kittel med kokande vatten, omtalas i Äldre Eddan, "Guðrúnarkviða" III, enligt vilken den danske konungen Atles gemål Gudrun skall ha underkastat sig detta prov. Man har emellertid på goda grunder ansett händelsen, som inte är omnämnd i Völsungasagan, ohistorisk och att sången är av yngre datum än övriga eddakväden. Även hos de hedniska sydgermanerna var prövningar sannolikt i bruk, fast detta kan inte bevisas. Med kristendomens införande fick gudsdomen i hög grad ökad användning, huvudsakligen genom prästernas inflytande. Proven utfördes i kyrkorna under prästernas ledning, och ordalföremålen invigdes högtidligen enligt särskilda liturgiformulär, av vilka åtskilliga ännu finns i behåll. I motsats till vad som hittills antagits, förefaller det klarlagt att samtliga prov kunde utföras genom ställföreträdare.

## De vanligaste gudsdomarna

### Järnbörd

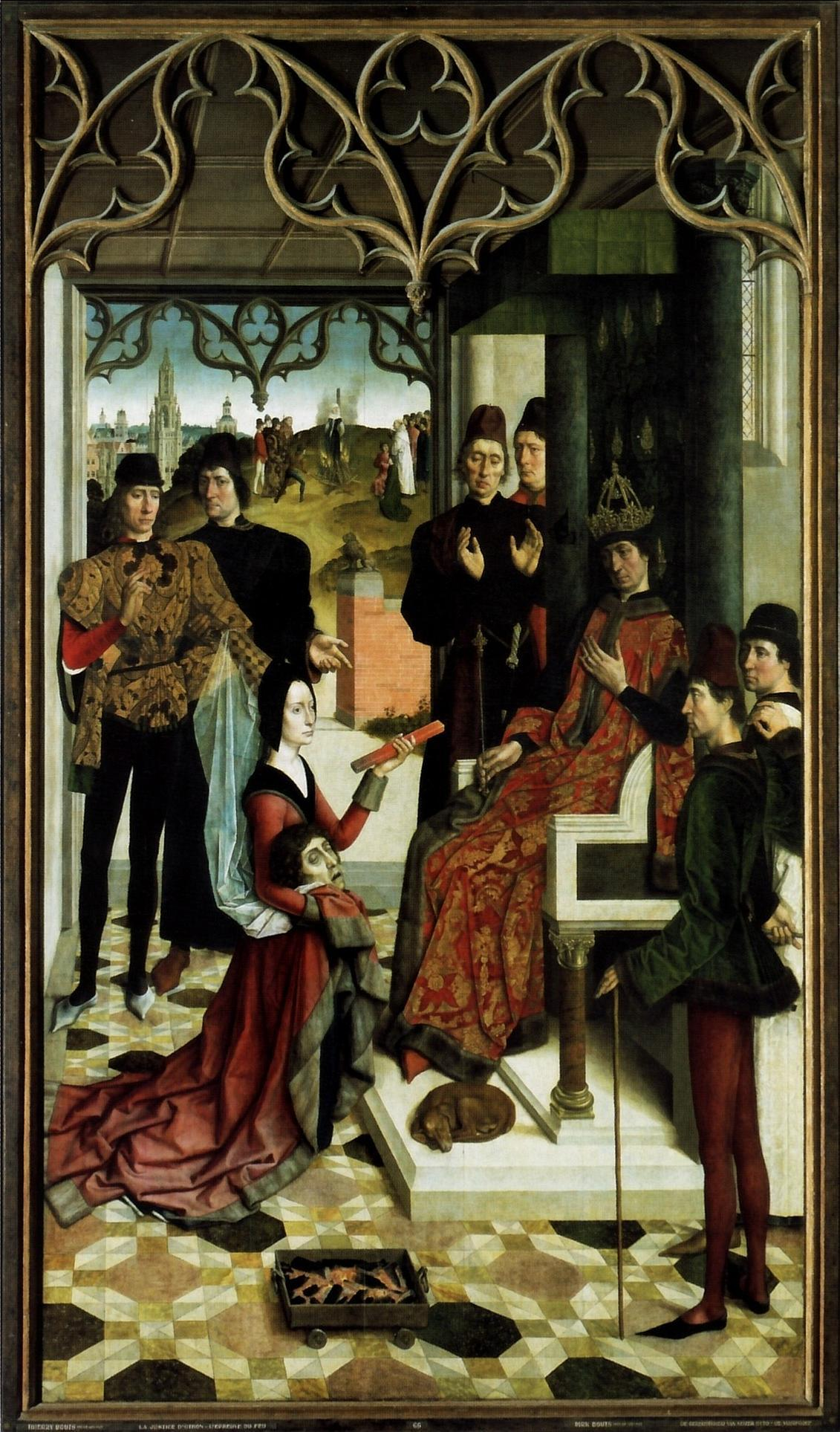
Järnprovet inför kejsaren Otto III, en målning av Dirk Bouts, målad 1470-1475. Änkan visar sin döde mans oskuld genom att i ena handen hålla det avhuggna huvudet av sin man, i den andra, ett glödhett järn.

Järnprovet, i Norden kallat järnbörden. Den omnämnes i Östgötalagen och Hälsingelagen, Skånelagen, Eriks själlandske lov, den västnordiska rätten och Grågås. Järnprovet förekommer i olika former, till exempel skulle den misstänkte bära glödande järn i handen och gå nio steg innan han fick släppa det. En annan variant var att den misstänkte skulle gå på glödande järn. Om den misstänkte hade kvar oläkta brännsår på händer eller fötter efter några dagar ansågs den misstänkte vara skyldig.

### Kittelprov
Kittelfångsten, kittelprovet eller provet med det kokande vattnet. Den anklagade skulle plocka upp ett föremål ur en kittel med kokande vatten och vara "oskadad" för att lyckas. Detta innebar inte att handen skulle vara fri från brännskador, utan endast att de uppkomna brännsåren efter en viss tid inte fick blöda eller varas. Provet förekom i Norge och på Island.

### Det kalla vattnets prov
Det kalla vattnets prov (eller enbart vattenprov) innebär att den anklagades händer sammanbands under böjda knäveck, varefter han till visst djup nedsänktes i vatten. Om den anklagade sjönk, ansågs den anklagade oskyldig, i motsatt fall ansågs den anklagade skyldig till det brott, som han anklagats för. Detta prov användes även vid anklagelser för mord, mordbrand med flera brott. 

### Bröddomen
Bröddomen eller brödprovet (i liturgiformulären Judicium panis et cacei) påbjudes endast i en fornfrisisk lag, men torde ha haft vidsträckt användning, då det omnämns i frankiska, bayerska och alemanniska liturgiformulär. Det brukades vid anklagelse för stöld och tillgick på följande sätt. På ett stycke torrt kornbröd och en bit torr getost skrevs bönen "Fader vår", namnet på de stulna sakerna och namnet på den person som anklagades för tillgreppet, varefter brödet och osten skulle besvärjas och välsignas i kyrkan framför altaret. Prästen stack sedan in brödet och osten i den anklagades mun. Var han oskyldig, skulle hans inälvor vara för trånga och hans svalg bli tillslutet, så att han icke förmådde svälja brödet och osten. Dessutom skulle den skyldige blekna och synas darra i alla lemmar.

### Nattvardsprov
Nattvardsprovet påbjöds endast i de angelsaxiska lagarna. Sedan den anklagade läst mässan, "om han det vågade", fick han nattvarden och skulle då uttala orden: "Herrans lekamen må i dag varda mig till bevisning". Man trodde att om den anklagade var skyldig, så skulle han omedelbart efter nattvarden bli sjuk eller till och med avlida, vilket bevisade skulden.

### Bårrätten
Bårrätten, eller bårprovet, grundade sig på den under medeltiden gängse föreställningen, att såren på den dräptes lik började blöda, då mördaren kom i närheten av sitt offer. Den misstänkte skulle under ed lägga handen på liket utan att likets sår började blöda. Detta prov avviker från övriga gudsdomar och provet fortsatte att användas även efter att övriga gudsdomarna förbjudits. Till exempel omnämns den i danska domböcker så sent som 1646.

### Lott-ordal
Lott-ordalen hade under medeltiden stor användning bland de germanska folken. Den försiggick så, att två trädkvistar, av vilka den ena märkts med ett kors, insveptes i ett stycke rent ylle och lades på altaret eller relikerna. Sedan den anklagade med ed bekräftat sin oskuld, drog prästen eller en oskyldig gosse ut en av kvistarna. Om den utdragna kvisten var den korsmärkta, ansågs den anklagade skyldig. Denna ordal, utförd på detta sätt, hänfördes förr med orätt till korsprovet. Lott-ordalen omnämns i Josua bok VII, 13 ff. med flera ställen.